# Los Olivos (Pulianas)
Los Olivos (u oficialmente Urbanización Los Olivos) es una localidad y pedanía española perteneciente al municipio de Pulianas, en la provincia de Granada, comunidad autónoma de Andalucía. Está situada en la parte central de la comarca de la Vega de Granada. Cerca de esta localidad se encuentran los núcleos de Peligros, La Joya, Pulianas capital y Güevéjar.

## Demografía
Según el Instituto Nacional de Estadística de España, en el año 2023 Los Olivos contaba con 30 habitantes censados.